# Shamier Little
Shamier Little, född 20 mars 1995, är en amerikansk friidrottare som tävlar på 400 meter häck.

## Karriär
Vid Världsmästerskapen i friidrott 2015 och 2023 tog hon silver på 400 meter häck.